# Edmund Blunden
Edmund Charles Blunden (Londres (Inglaterra), 1 de noviembre de 1896 - Long Melford (Inglaterra), 20 de enero de 1974) fue un poeta, autor y crítico literario inglés. Al igual que su amigo Siegfried Sassoon, escribió acerca de sus experiencias durante la Primera Guerra Mundial en verso y en prosa. Durante la mayor parte de su carrera, también trabajó como crítico para publicaciones inglesas. Blunden terminó su carrera como profesor de poesía en la Universidad de Oxford.

## Biografía

### Primeros años y Primera Guerra Mundial
Blunden nació en Londres, siendo el hijo mayor de Charles Edmund Blunden y su esposa Georgina Margaret, quienes eran profesores en una escuela londinense. Blunden estudió en el Christ's Hospital y posteriormente en The Queen's College, Oxford.
En agosto de 1915, Blunden fue asignado al Royal Sussex Regiment como segundo teniente y combatió con el regimiento durante el resto de la Primera Guerra Mundial, viendo acción en Ypres y en la Batalla del Somme. Por su participación en la guerra, le otorgaron la Cruz Militar. Aunque no recibió ninguna herida durante la guerra, la experiencia lo afectó psicológicamente. Aunque escribió poemas sobre la guerra, evitó el tono gráfico de sus contemporáneos Sassoon y Wilfred Owen. Blunden documentó sus vivencias durante la guerra fueron publicadas en 1928 bajo el título de Undertones of War.

### Carrera como escritor
Blunden abandonó el ejército en 1919 e hizo uso de una beca en Oxford que había obtenido antes de la guerra. En Oxford fue compañero de clase de Robert Graves, con quien desarrolló una fuerte amistad. Sin embargo, Blunden abandonó la Universidad en 1920 para iniciar una carrera literaria, inicialmente trabajando como asistente de John Middleton Murry en la revista Athenaeum. Allí conoció a Siegfried Sassoon, con quien entablaría una amistad que duraría por el resto de sus vidas. En 1920, Blunden publicó un poemario titulado The Waggoner. Además, junto a Alan Porter, editó los poemas de John Clare.
Su siguiente poemario, The Shepherd, fue publicado en 1922 y ganó el Hawthornden Prize. Sin embargo, el dinero que recibía por su poesía no era suficiente para subsistir, por lo que en 1924 aceptó el puesto de profesor de inglés en la Universidad de Tokio. En 1927, regresó a Inglaterra y trabajó como editor de la revista Nation durante un año. En 1931, regresó a Oxford como profesor en el Merton College. Durante sus años en Oxford, Blunden realizó numerosas publicaciones, incluyendo varios poemarios como Choice or Chance (1934) y Shells by a Stream (1944) y trabajos en prosa sobre Charles Lamb, Edward Gibbon, John Taylor y Thomas Hardy. Así mismo, escribió un libro sobre críquet titulado Cricket Country (1944). A partir de 1944, volvió a dedicarse a escribir a tiempo completo, trabajando como editor asistente de The Times Literary Supplement. En 1947, regresó a Japón como miembro de la misión diplomática británica en Tokio. En 1953, después de estar tres años en Inglaterra, Blunden aceptó un puesto como profesor de literatura inglesa en la Universidad de Hong Kong.
Blunden se retiró en 1964 y se mudó a Suffolk. En 1966, fue nominado como profesor de Poesía de Oxford para suceder a Robert Graves. Blunden ganó con una clara ventaja sobre el otro candidato, Robert Lowell. Sin embargo, renunció a su puesto dos años más tarde debido a la carga del trabajo.
Blunden murió de un ataque cardiaco en su hogar en Long Melford el 20 de enero de 1974. Fue enterrado en el cementerio de la Holy Trinity Church en Long Melford.

### Vida personal
Blunden estuvo casado en tres ocasiones. Mientras todavía estaba en el ejército, se casó con Mary Daines en 1918. La pareja tuvo tres hijos, pero el mayor murió durante su infancia. La pareja se divorció en 1931 y, en 1933, Blunden se casó con Sylva Norman, una novelista y crítica. El matrimonio no tuvo hijos y fue disuelto en 1945. En ese mismo año, Blunden contrajo matrimonio con Claire Margaret Poynting, una de sus exalumnas. La pareja tuvo cuatro hijas.

## Reconocimientos
Blunden recibió múltiples reconocimientos durante su vida. En 1951, fue nombrado Comandante de la Orden del Imperio Británico. En 1956, recibió la Queen's Gold Medal for Poetry. En 1963, fue nombrado miembro honorario de la Academia Japonesa. Así mismo, el 11 de noviembre, Blunden fue incluido entre los 16 poetas en una placa conmemorativa en el Rincón de los Poetas en la Abadía de Westminster.